# Чондон
Чондон (Чондоон) е река в Азиатската част на Русия, Източен Сибир, Република Якутия (Саха), вливаща се в Чондонския залив (южната част на Янския залив) на море Лаптеви. Дължината ѝ е 606 km, която ѝ отрежда 127-о място по дължина сред реките на Русия.
Река Чондон води началото си от Селеняхския хребет, най-северната, ниска част от планинската верига Черски, на 830 m н.в., в северната част на Република Якутия (Саха). Горното течение на реката преминава през най-северната част на Селеняхския хребет, като протича в сравнително тясна и дълбока долина. След това навлиза в южната част на обширната Яно-Индигирска низина, като в началото протича на североизток, след това на север, а в най-долното течение – на северозапад. В тези участъци долината ѝ е много широка и силно заблатена. Влива се от югоизток чрез делта в Чондонския залив (Чондонска губа), южната част на Янския залив на море Лаптеви.
Водосборният басейн на Чондон има площ от 18,9 хил. km2 и се простира в северната част на Република Якутия (Саха). В басейнът на реката има около 6500 езера с обща площ от 497 km2. Гъстотата на речната мрежа е от порядъка на 0,1 – 0,6 km/km2.
Водосборният басейн на Адича граничи със следните водосборни басейни:
- на запад – водосборния басейн на река Яна;
- на североизток – водосборния басейн на река Селях, вливаща се в Източносибирско море;
- на изток – водосборния басейн на река Хрома, вливаща се в Източносибирско море;
- на юг – водосборния басейн на река Индигирка, вливаща се в Източносибирско море.

Река Чондон получава получава множество притоци с дължина над 10 km, като 4 от тях са с дължина над 100 km:
365 ← Игаана (Ыгаанньа) 142 / 3520
354 → Буор-Юрях 170 / 1040
220 ← Додома 104 / 2110
126 ← Нууча 243 / 2410
Подхранването на реката е снежно-дъждовно, като преобладава снежното. Във водния режим на реката се наблюдават 3 периода: пролетно-летен (май – август), есенен (септември – октомври) и земен (ноември – април), като през пролетно-летния период преминава около 90% от годишния отток. За реката е характерно ниско и силно разтегнато във времето пълноводие през топлата част на годината и много нисък отток през другите периоди. Среден годишен отток в устието 20 m3/s, което като обем се равнява на 0,631 km3. Чондон замръзва в края на септември, а се размразява през юни, като през зимните месеци замръзва до дъното.
По течението на Чондон има само едно населено място – село Тумат, от където започва плавателния участък на реката.